# Trail Side (Colorado)
Trail Side es un lugar designado por el censo ubicado en el condado de Morgan en el estado estadounidense de Colorado. En el Censo de 2010 tenía una población de 59 habitantes y una densidad poblacional de 31,77 personas por km².

## Geografía
Trail Side se encuentra ubicado en las coordenadas 40°14′57″N 103°50′36″O / 40.24917, -103.84333. Según la Oficina del Censo de los Estados Unidos, Trail Side tiene una superficie total de 1.86 km², de la cual 1.86 km² corresponden a tierra firme y (0%) 0 km² es agua.

## Demografía
Según el censo de 2010, había 59 personas residiendo en Trail Side. La densidad de población era de 31,77 hab./km². De los 59 habitantes, Trail Side estaba compuesto por el 93.22% blancos, el 0% eran afroamericanos, el 0% eran amerindios, el 0% eran asiáticos, el 0% eran isleños del Pacífico, el 3.39% eran de otras razas y el 3.39% pertenecían a dos o más razas. Del total de la población el 28.81% eran hispanos o latinos de cualquier raza.